# لشکر چهارم پلیتسای پانتسرگرنادیر اس‌اس
لشکر چهارم اس‌اس پلیس (به آلمانی:4. SS-Polizei-Panzergrenadier-Division) یکی از لشکرهای وابسته به وافن اس‌اس در جنگ جهانی دوم بود.

## فرماندهان
- کارل پففر ویلدنبروخ
- کنراد ریتزر
- آرتور مولفرشتات
- امیل هورینگ
- والتر کروگر
- آلفرد ووننبرگ
- آلفرد بورشرت
- فریتس اشمدس
- اتو بینگه
- فریتس فرایتاگ
- فریدریش ویلهلم بوک
- یورگن واگنر
- هربرت ارنست فال
- کارل شومرس
- هلموت دورنر
- والتر هارتزر
- فریتس گولر